# Farbán
Farbán (llamada oficialmente Santiago de Farbán) es una parroquia y una aldea española del municipio de Sarria, en la provincia de Lugo, Galicia.

## Organización territorial
La parroquia está formada por doce entidades de población, constando nueve de ellas en el nomenclátor del Instituto Nacional de Estadística español:
- Aceñas (A Acea de Abaixo)
- Carretera de Abaixo
- Carretera de Arriba
- Farbán
- Filloi
- Lamarrigueira
- O Monte
- Ribela
- Souto (O Souto)
- Veiga de Abaixo
- Veiga de Arriba
- Vilariño

## Demografía

### Parroquia
| Gráfica de evolución demográfica de Farbán (parroquia) entre 2000 y 2021 |
|                                                                          |
| Datos según el nomenclátor publicado por el INE.                         |

### Aldea
| Gráfica de evolución demográfica de Farbán (aldea) entre 2000 y 2021 |
|                                                                      |
| Datos según el nomenclátor publicado por el INE.                     |